# Adeline Neetesonne
Adeline Neetesonne, née le 16 décembre 1980 à Orléans, est une romancière et nouvelliste française.

## Biographie
Adeline Neetesonne se passionne très tôt pour l'écriture et rédigera ses premiers récits vers l'âge de dix ans.
Après la naissance de ses deux premiers enfants, elle se met plus sérieusement à écrire dans un style qu'elle affectionne : le fantastique. Elle dit y aimer "l'imaginaire pur qui ne s'encombre pas de frontière".

## Œuvres

### Romans
- Utopique Atlantide, TdB Éditions, 2008, fantastiqueRéédité en version numérique aux Editions Sharon Kena, 2011
- La Prophétie, Éditions Terriciaë, collection Maïatalba, 2011, fantastique/bit-lit
- Eléments, Éditions Terriciaë, collection Maïatalba, 2011, thriller fantastique
- Cytise, femme-pirate, Éditions Terriciaë, collection Maïatalba, 2012, fantastique
- La Guerrière de Carpics, Éditions Terriciaë, 2013, fantasy
- L'Héritage, Éditions Sharon Kena, 2014, fantastique
- La Sorcière et le Viking - Le Manteau de Freyja, Éditions Boz'Dodor, 2017, romance fantastiqueTome 1
- La Sorcière et le Viking - Les Corbeaux d'Odin, Éditions Boz'Dodor, 2017, romance fantastiqueTome 2

### Nouvelles
- Cauchemar, Belisamart, 2012, fantastique/horreurwebzine Charmes et Sortilèges
- Attraction animale, Éditions Sharon Kena, 2012, fantastiquerecueil La Belle et la Bête
- Origine, Éditions Sharon Kena, 2013, fantastiquerecueil Joyeuse St Valentin
- Châtiment, 2013, fantastique/horreurwebzine Nouveau Monde
- Jeu de plaisir, Éditions Sharon Kena, 2013, érotiqueone shot
- Veuve Noire, 2014, érotique/gorewebzine Le Corbeau
- La Crise, L'Ivre-Book, 2014, érotiqueone shot
- Elle, L'Ivre-Book, 2016, érotiqueone shot
- Dieu, l'interview, L'Ivre-Book, 2017, fantastiqueone shot